# Robin Roefs
Robin Roefs, né le 17 janvier 2003 à Heeswijk aux Pays-Bas, est un footballeur néerlandais qui joue au poste de gardien de but au Sunderland AFC.

## Biographie

### En club
Robin Roefs commence le football au VV Heeswijk en 2009. En 2014, il rejoint le centre de formation du NEC Nimègue, où il poursuit son développement jusqu'en 2021. Le 1er juillet 2021, il signe son premier contrat professionnel avec le NEC.
Début septembre 2023, il prolonge son contrat jusqu'en juin 2028. Le 23 septembre de la même année, profitant d'une blessure de Jasper Cillessen, il fait ses débuts en Eredivisie lors d'une victoire trois à zéro contre le FC Utrecht. La semaine suivante, il est titularisé contre le Vitesse Arnhem.
Lors de l'intersaison 2024, il récupère la première place de la hiérarchie des gardiens au NEC à la suite du départ de Cillessen à Las Palmas.

### En sélections nationales
Robin Roefs représente les Pays-Bas dans les catégories de jeunes. En 2019, il joue avec les moins de 16 ans et les moins de 17 ans, totalisant cinq apparitions. Entre 2021 et 2022, il est sélectionné à sept reprises avec les moins de 19 ans. En 2024, il honore sa première sélection avec les espoirs néerlandais en amical face à la Norvège.